# Ryan Fecteau
Ryan Michael Fecteau (sinh ngày 18 tháng 9 năm 1992) là Chủ tịch Hạ viện Maine. Và là thành viên đảng Dân chủ, Fecteau phục vụ khu vực 11 của Hạ viện Maine, bao gồm một phần của Biddeford. Vào thời điểm được bầu làm Chủ tịch Hạ viện vào tháng 12 năm 2020, Fecteau vừa là Chủ tịch tiểu bang hoạt động tích cực trẻ nhất ở Hoa Kỳ vừa là người đồng tính công khai đầu tiên giữ chức Chủ tịch Hạ viện Maine.
Fecteau sinh ra và lớn lên tại Biddeford, Maine và tốt nghiệp trường Trung học Biddeford. Anh theo học tại Đại học Công giáo Hoa Kỳ, nơi anh hoạt động trong chính phủ sinh viên và vận động LGBTQ+. Anh lần đầu tiên được bầu vào khu vực 11 của Hạ viện Maine vào năm 2014 khi mới 21 tuổi và được bầu lại vào các năm 2016, 2018 và 2020. Vào tháng 11 năm 2018, Fecteau được bầu làm Trợ lý Lãnh đạo Đa số của Hạ viện Maine và vào tháng 12 năm 2020, anh được bầu làm Chủ tịch Hạ viện. Anh là nhân viên kinh doanh tại Catalist.

## Đầu đời và giáo dục
Fecteau là người gốc Biddeford, Maine và là cháu trai của những người nhập cư Canada gốc Pháp. Anh được nuôi dưỡng bởi một người mẹ đơn thân làm việc trong lĩnh vực chăm sóc sức khỏe, và Fecteau lớn lên trong nhà ở xã hội; gia đình thường dựa vào Chương trình Hỗ trợ Dinh dưỡng Bổ sung cho thực phẩm.  Fecteau tốt nghiệp Trường Trung học Biddeford, dành hai năm với tư cách là đại diện sinh viên cho Ủy ban Trường học Biddeford trong thời gian ở đó.
Sau khi tốt nghiệp trung học, Fecteau theo học tại Đại học Công giáo Hoa Kỳ nơi anh theo học chuyên ngành về cả khoa học chính trị và nghiên cứu thần học & tôn giáo. Anh là chủ tịch CUAllies, nhóm ủng hộ LGBTQ+ của trường Đại học, và dẫn đầu một chiến dịch để nhóm này được trường Đại học chính thức công nhận, một nỗ lực cuối cùng đã thất bại. Khi ở CUA, Fecteau là chủ tịch đồng tính công khai đầu tiên của Đại hội đồng chính phủ sinh viên và hoàn thành thực tập tại Ủy ban Toàn quốc Đảng Dân chủ, Chiến dịch Nhân quyền, Catalist, và tại văn phòng của Hạ nghị sĩ Hoa Kỳ Chellie Pingree. Anh là người đầu tiên trong gia đình tốt nghiệp đại học.

## Đời tư
Fecteau sống tại Biddeford cùng với chú chó Goldendoodle, tên là Pancake. Năm 2015, anh nhận được giải thưởng Người sáng tạo thanh niên của năm từ Dự án Trevor, một nhóm tập trung vào việc ngăn chặn tự tử ở thanh niên đồng tính nữ, đồng tính nam, song tính, chuyển giới, questioning và queer, tại sự kiện TrevorLIVE hàng năm.